# Liste der Bodendenkmale in Felixsee
In der Liste der Bodendenkmale in Felixsee sind alle Bodendenkmale der brandenburgischen Gemeinde Felixsee und ihrer Ortsteile aufgelistet. Grundlage ist die Veröffentlichung der Landesdenkmalliste mit dem Stand vom 31. Dezember 2020.
Die Baudenkmale sind in der Liste der Baudenkmale in Felixsee aufgeführt.
|    | Gemarkung                   | Flur | Kurzansprache | Bodendenkmalnummer | Bemerkung | Bild |
| -- | --------------------------- | ---- | --- | ------------------ | --------- | ---- |
| 1  | Bohsdorf (Lage)             | 1    | Hügelgräberfeld Bronzezeit, Gräberfeld Eisenzeit, Gräberfeld römische Kaiserzeit | 120004             |           |      |
| 2  | Bohsdorf (Lage)             | 2, 3 | Gräberfeld Bronzezeit, Gräberfeld Eisenzeit | 120131             |           |      |
| 3  | Bohsdorf (Lage)             | 1    | Siedlung römische Kaiserzeit | 120132             |           |      |
| 4  | Bohsdorf (Lage)             | 1    | Dorfkern deutsches Mittelalter, Dorfkern Neuzeit | 120157             |           |      |
| 5  | Friedrichshain (Lage)       | 1    | Glashütte Neuzeit, Dorfkern Neuzeit | 120435             |           |      |
| 6  | Klein Loitz (Lage)          | 1, 2 | Turmhügel deutsches Mittelalter, Dorfkern Neuzeit, Schloss Neuzeit | 120452             |           |      |
| 7  | Klein Loitz (Lage)          | 2    | Mühle Neuzeit | 120576             |           |      |
| 8  | Klein Loitz (Lage)          | 2    | Gräberfeld Bronzezeit, Gräberfeld Eisenzeit | 120577             |           |      |
| 9  | Klein Loitz (Lage)          | 2    | Siedlung römische Kaiserzeit | 120578             |           |      |
| 10 | Klein Loitz, Reuthen (Lage) | 1, 1 | Mühle Neuzeit | 120575             |           |      |
| 11 | Reuthen (Lage)              | 1, 3 | Kirche Neuzeit, Dorfkern Neuzeit, Friedhof Neuzeit, Turmhügel deutsches Mittelalter, Friedhof deutsches Mittelalter, Dorfkern deutsches Mittelalter, Schloss Neuzeit, Kirche deutsches Mittelalter | 120051             |           |      |
| 12 | Reuthen (Lage)              | 2    | Dorfkern Neuzeit, Dorfkern deutsches Mittelalter | 120567             |           |      |
| 13 | Reuthen (Lage)              | 2    | Siedlung Eisenzeit | 120574             |           |      |